# Polignac (adelsätt)
Polignac är en fransk adelsätt, känd sedan 1000-talet.
Ätten hette ursprungligen Chalençon men upptog på 1400-talet namnet Polignac efter en då på manslinjen utdöende besläktad ätt med detta namn. Jules de Polignac, gift med Yolande de Polastron, blev 1780 upphöjd till hertigligt stånd. Jans son Jules de Polignac förlänades 1820 av Pius VII titeln furste, vilken värdighet 1822 erkändes i Frankrike. Från Jules de Polignac härstammar den ännu kvarlevande furstliga och hertigliga linjen Polignac, under det att en av hans bröder är stamfar för den även kvarlevande grevliga ätten Polignac. Till denna ätt hörde Pierre de Polignac, som då han 1920 gifte sig med Charlotte Grimaldi, arvtagare till furstendömet Monaco erhöll titeln prins av Monaco. I äktenskapet, som upplöstes 1933, blev han far till Rainier III av Monaco.